# Mário Soares

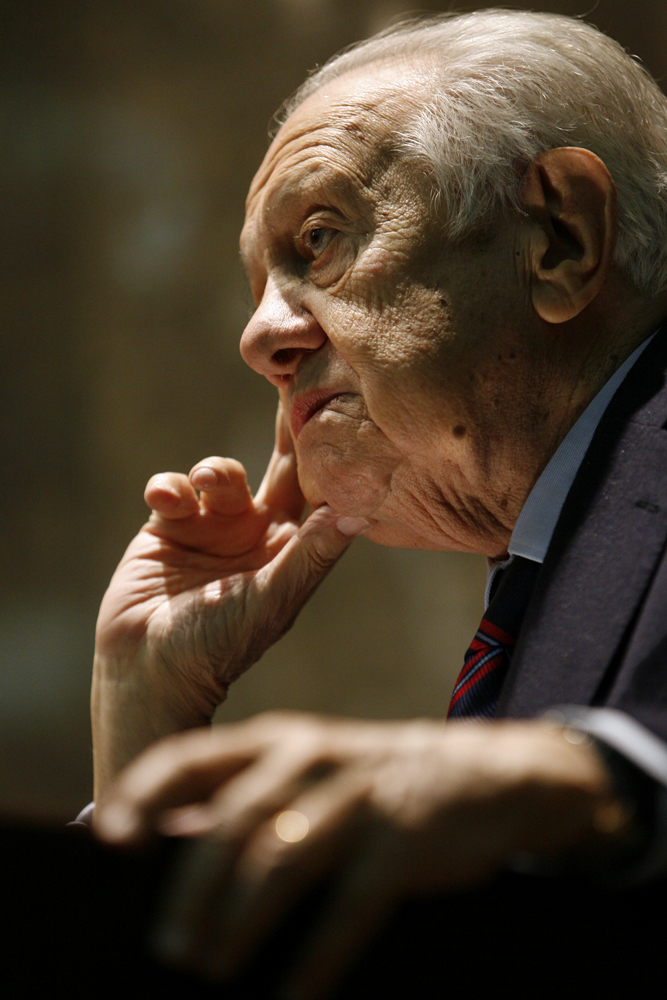
Mário Soares (2008)

 Mário Alberto Nobre Lopes Soares (Ausspracheⓘ, [ˈmaɾiw ˈnɔbrə ˈlɔpɪʃ suˈaɾɨʃ]; * 7. Dezember 1924 in Lissabon; † 7. Januar 2017 ebenda) war ein portugiesischer Politiker der Dritten Republik. Er gründete am 19. April 1973 in Bad Münstereifel die Sozialistische Partei Portugals. 1974 wurde er erstmals, 1977 zum zweiten Mal Außenminister Portugals.
In zwei Amtszeiten war er von 1976 bis 1978 und von 1983 bis 1985 Premierminister seines Landes. Anschließend war Soares in insgesamt zwei Amtsperioden von 1986 bis 1996 Präsident der Republik Portugal. Von 1999 bis 2004 war er Abgeordneter des Europäischen Parlaments.
In seinen Regierungszeiten (1976–1978, 1983–1985) als Premierminister setzte sich Soares intensiv für Portugals Integration in die Europäische Gemeinschaft ein. Er leitete wichtige wirtschaftliche Reformen ein, um das Land nach der Nelkenrevolution zu stabilisieren und zu modernisieren. Soares spielte eine Schlüsselrolle bei den Beitrittsverhandlungen, die 1986 zum EU-Beitritt Portugals führten. Sein Engagement für Demokratie, Menschenrechte und internationale Zusammenarbeit machte ihn zu einer respektierten Figur in der europäischen Politik.

## Biografie

### Jugend und Karrierebeginn
Am 7. Dezember 1924 wurde Mário Alberto Nobre Lopes Soares als Sohn von Elisa Nobre und João Soares geboren. Der Vater war ehemaliger Priester, Pädagoge, republikanischer Politiker und Antifaschist. 1919 war er Kolonialminister. Mário studierte zunächst Geschichte und Philosophie, dann Jura an der Universität Lissabon.
Bereits während des Studiums schloss sich Soares der Kommunistischen Partei (PCP) an. Verantwortlich für die kommunistischen Jugendorganisationen, organisierte er die Jubeldemonstrationen am Ende des Zweiten Weltkrieges und beteiligte sich anschließend an der Gründung der Jugendorganisation der Bewegung der Vereinigten Demokraten (MUD), die er 1946 auf deren Zentralkomiteesitzung unter Vorsitz von Mário Azevedo Gomes vertrat. In dieser Funktion wurde er im selben Jahr zum ersten Mal von der PIDE, der Geheimpolizei Salazars, verhaftet. Als Soares 1949 die Kandidatur von General Norton de Matos um das Amt des Staatspräsidenten organisierte, wurde er bereits zum dritten Mal verhaftet. Norton de Matos brach mit ihm, als er entdeckte, dass Mário Soares ein „Agent“ der PCP war.
Im Februar 1949 heiratete Soares die Schauspielerin Maria Barroso im Gefängnis Aljube in Lissabon. Mit ihr hatte er zwei Kinder, Sohn João Barroso Soares (* 1949) und Tochter Isabel Barroso Soares (* 1951).

### Aufstieg in sozialistischen Parteien
Im April 1964 gründeten Francisco Ramos da Costa, Manuel Tito de Morais und Mário Soares in Genf die Portugiesische Sozialistische Aktion, eine eindeutig sozialdemokratisch ausgerichtete Bewegung und die Wiege der ein Jahrzehnt später gegründeten Sozialistischen Partei Portugals (PS). Im Lebenslauf hatte er, seit er 1951 mit den Kommunisten gebrochen hatte, bereits den republikanischen und den sozialistischen Widerstand, die Wahlkampagne von Humberto Delgado (um das Amt des Staatspräsidenten 1958) – dessen Familie ihn nach dessen Ermordung durch die PIDE 1965 zu ihrem Anwalt machte – die Revolta da Sé 1959 und das Programm für die Demokratisierung der Republik 1961.
Nachdem das Regime ihn mehrfach ins Gefängnis gesteckt hatte, ohne ihn bändigen zu können, beschloss man, ihn zu deportieren. Im März 1968 fuhr er mit dem Schiff zusammen mit seiner Frau Maria Barroso und seinen Kindern Isabel und João nach São Tomé und Príncipe, wo er bis November desselben Jahres blieb. Salazar war nach einem Schlaganfall im Sommer 1968 durch Marcelo Caetano ersetzt worden. Dieser erlaubte Soares, nach Lissabon zurückzukehren.
Bei den Wahlen zur Nationalversammlung im Oktober 1969 trat die Opposition zum ersten Mal unabhängig an. Mário Soares trat für die Wahlvereinigung der Demokratischen Einheit (CEUD) an. Diese Vereinigung gab der antifaschistischen Opposition ein klares Gesicht, setzte sich aber ebenso klar von den Kommunisten ab, die in der Demokratischen Wahlkommission (CDE) organisiert waren. Im Jahr darauf ging Mário Soares ins Exil nach Rom und anschließend nach Paris, von wo er erst unmittelbar nach der Revolution wieder nach Lissabon zurückkehrte. Während dieser Zeit im Exil fuhr er 1973 zu einer Klausurtagung nach Bad Münstereifel, wo am 19. April 1973, unter tatkräftiger Mitwirkung des damaligen SPD-Vorsitzenden Willy Brandt, die Sozialistische Partei (PS) gegründet wurde.
Drei Tage nach der Nelkenrevolution, am Nachmittag des 28. April 1974, kamen Maria Barroso, Mário Soares und Manuel Tito de Morais in Lissabon an, nachdem sie am Abend zuvor in Paris den Sud-Express bestiegen hatten. Dieser Zug ging als „Zug der Freiheit“ in die Geschichte ein. Er wurde am Bahnhof Santa Apolónia von einer jubelnden Menge begrüßt. Zurück in Portugal, nun als freier Mann, übernahm Mário Soares sofort wichtige Aufgaben bei der Demokratisierung der Republik, nicht nur als Führer der PS, sondern auch als Außenminister der provisorischen Regierungen. Dieses Amt, das General Spínola ihm anbot, nahm er an unter der Bedingung, dass auch Kommunistenführer Álvaro Cunhal in die Regierung und damit in die Verantwortung eingebunden werde.
Am 16. Januar 1975 rief die PS zu ihrer ersten Massenkundgebung auf. Auf dem Gelände um den Sportpalast demonstrierte sie ihre Macht. Dies galt insbesondere der PCP von Álvaro Cunhal, der der PS totalitäre Ambitionen vorwarf. Die Sozialisten lehnten eine Einheitsgewerkschaft und das Monopol der CGTP – der PCP nahestehenden Gewerkschaftsverband – ab. Es kam schließlich zur Gründung der PS-nahen Gewerkschaft UGT. Auf dem Rückweg aus Alvor, wo er als Außenminister den Vertrag über die Unabhängigkeit der Kolonien unterzeichnet hatte, nahm Mário Soares an dieser Massenkundgebung teil, neben ihm Salgado Zenha, der Theoretiker in diesem Kampf für Freiheit und Pluralität der Gewerkschaften.
Bei den ersten freien Wahlen zur verfassunggebenden Versammlung am 25. April 1975 errang die PS mit 38 % der Stimmen im Vergleich zu den 12,5 % der PCP einen Erfolg. Kurz darauf forderte Mário Soares die Entlassung von Ministerpräsident Vasco Gonçalves. Es kam zur zweiten Demonstration der Stärke der PS, zu der am späten Nachmittag des 19. Juli 1975 nach damaligen Schätzungen etwa 250.000 Menschen auf die Alameda Dom Afonso Henriques in Lissabon strömten, trotz der von Anhängern der PCP errichteten Barrieren an den Zufahrtsstraßen der Hauptstadt.

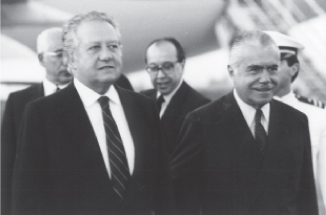
Der damalige Präsident Brasiliens José Sarney empfängt den damaligen Präsidenten Portugals Mário Soares (1988).

### Ministerpräsident
Bei den ersten Wahlen zur Nationalversammlung erhielt die PS wieder 35 % der Stimmen. Am 23. Juli 1976 wurde Mário Soares zum ersten frei gewählten Ministerpräsidenten seit der Revolution ernannt (Kabinett Soares I). Die Demokratisierung des Landes begann sich zu konsolidieren. Die Regierung beschloss ein Ende der Agrarreform, eine wirtschaftliche Neuorientierung und die Konsolidierung der völlig zerrütteten Staatsfinanzen.
Bereits im Wahlkampf ein Jahr später trat die Sozialistische Partei Portugals unter Führung von Mário Soares für den Eintritt Portugals in die Europäische Gemeinschaft ein. Als Ministerpräsident stellte Mário Soares einen förmlichen Antrag am 28. März 1977. Jahre später, und wieder als Ministerpräsident – diesmal in der Regierung des Bloco Central, einer Großen Koalition aus PS und PSD (Sozialdemokratische Partei), die er nach dem Wahlsieg der Sozialisten am 4. Juni 1983 mit dem Vorsitzenden der Sozialdemokratischen Partei Portugals PSD Carlos Mota Pinto beschlossen hatte – unterzeichnete er am Morgen des 12. Juni 1985 die Beitrittsurkunde zur EG. Es war seine letzte große Amtshandlung als Ministerpräsident vor dem Auseinanderbrechen der Koalition (Kabinett Soares III) nach der Wahl von Cavaco Silva zum Vorsitzenden der PSD. Die Regierung stürzte, aber am 1. Januar 1986 wurde Portugal gemeinsam mit Spanien im Rahmen der zweiten Süderweiterung Mitglied der EG.

### Präsident und Privatmann
Nach dem Ende der Großen Koalition überließ Mário Soares die Spitzenkandidatur seinem Parteifreund António de Almeida Santos, der eine Kampagne „für 43 %“ führte, aber von Cavaco Silva haushoch geschlagen wurde. Mário Soares entschied sich daraufhin für eine zunächst aussichtslos erscheinende Kandidatur zum Präsidenten der Republik. Nachdem er im ersten Wahlgang mit 25,43 % der abgegebenen Stimmen zwar abgeschlagen hinter dem Kandidaten der Rechten Diogo Freitas do Amaral (46,31 %), aber vor dem von PCP und PRD unterstützten Salgado Zenha (20,88 %) lag und damit die Stichwahl erreichte, konnte er diese am 16. Februar 1986 mit 51,18 % der abgegebenen Stimmen gegenüber 48,82 % für Freitas do Amaral für sich entscheiden. Dies war der Beginn von zwei Amtszeiten und zehn Jahren Präsidentschaft, in der er wegen seiner Volksnähe eine hohe Beliebtheit erreichte.
Eine spezielle Prägung, die Mário Soares dem höchsten Staatsamt aufdrückte, das sogenannte „Lehrbuch der Einflussnahme des Präsidenten der Republik“, waren seine „Presidências Abertas“, eine moderne und demokratische Wiederaufnahme der ehemaligen „Königlichen Ausflüge“. Besonders seine „Presidência Aberta“ Anfang 1993 im Großraum Lissabon hatte starke Wirkung. Bei dieser Kampagne kritisierte Soares die „sozialen Wunden“ der Region, die die Politik Cavacos geschlagen habe. Erneut wehten auf der Halbinsel von Setúbal die schwarzen Fahnen des Hungers – die zum ersten Mal gehisst worden waren, als er selbst Ministerpräsident war – jetzt gegen Cavaco, Soares erlangte Popularität in einer Region, die zuvor als Hochburg der Kommunisten galt. Dieser Moment kennzeichnete den Beginn vom Ende der Ära Cavaco Silva.
Seine zweite Amtszeit war charakterisiert durch die systematische Opposition gegen die mit absoluter Mehrheit regierende Regierung Cavaco Silva. Unter Ausnutzung der verfassungsmäßigen Macht, die das Amt ihm gab, wie zum Beispiel das Vetorecht bei Gesetzesvorlagen. Mehr noch durch sein „Lehrbuch der Einflussnahme“ kämpfte Mário Soares gegen die Macht der politischen Rechten. Kurz vor dem Ende seiner Amtszeit organisierte er 1995 den Kongress „Portugal – welche Zukunft?“, eine Art Versuchsballon für die Machteroberung der Sozialisten durch António Guterres.
1999 wurde Mário Soares Spitzenkandidat seiner Partei bei den Wahlen zum Europäischen Parlament, dem er bis 2004 angehörte. Von seinem privaten Arbeitszimmer in Lissabon aus und auf ständigen Reisen griff er weiter durch Vorträge, Kommentare und Interviews in das portugiesische Politikgeschehen ein.
Zu den Präsidentschaftswahlen im Januar 2006 bewarb sich Mário Soares im Alter von 81 Jahren nochmals um das Amt des Staatspräsidenten. Die Wahlen gewann allerdings sein langjähriger konservativer Widersacher Aníbal Cavaco Silva mit deutlicher Mehrheit gleich im ersten Wahlgang. Soares kam mit 14,31 % der Stimmen nur auf den dritten Platz hinter seinem Parteikollegen Manuel Alegre (20,74 %).
Soares war Ehrenmitglied im Club of Rome und wurde als einziges ausländisches Mitglied in das Kuratorium der Friedrich-Ebert-Stiftung berufen. Er war 1997 bis 1999 Präsident der internationalen Europäischen Bewegung.

### Tod
Mário Soares wurde am 13. Dezember 2016 ins Hospital da Cruz Vermelha eingeliefert, wo er zeitweise auf der Intensivstation lag. Er starb am 7. Januar 2017 an Herzversagen.
Die portugiesische Regierung erklärte nach der Bestätigung seines Todes für Montag bis Mittwoch drei Tage Staatstrauer. Für Sonntag, den 8. Januar, wurde ein Trauerzug durch Lissabon angekündigt, bei dem Soares’ Leichnam ins Mosteiro dos Jerónimos zur Aufbahrung gebracht wurde. Die offiziellen Trauernfeiern mit militärischen Ehren und Reden des Staatspräsidenten Marcelo Rebelo de Sousa, des Parlamentspräsidenten Eduardo Ferro Rodrigues und der Familie fanden am 10. Januar statt, ebenfalls das Begräbnis auf dem Cemitério dos Prazeres. Premierminister António Costa konnte an den Feiern nicht teilnehmen, da er auf einem Staatsbesuch in Indien weilte.

## Ehrungen
- 1981: Großkreuz des Christusordens
- 1987: Königlicher Seraphinenorden
- 1987: Groß-Stern des Ehrenzeichens für Verdienste um die Republik Österreich
- 1987: Großkreuz des Ordens de Isabel la Católica
- 1987: Großkreuz des Ordens Karls III.
- 1987: Großkreuz des Falkenordens
- 1987: Großkreuz des Ordens vom Kreuz des Südens
- 1987: Großkreuz des Sankt-Olav-Ordens
- 1987: Großkreuz des Bundesverdienstkreuzes
- 1987: Collane des Ordens vom Kreuz des Südens
- 1987: Großkreuz des Erlöser-Ordens
- 1988: Collane des Ordens Karls III.
- 1988: Ritter des Nassauischen Hausordens vom Goldenen Löwen[13]
- 1988: Großkreuz des Dannebrogordens
- 1988: Großkreuz des Ordre national du Mérite
- 1989: Großkreuz mit Ordenskette des Verdienstordens der Italienischen Republik[14]
- 1989: Collane des Verdienstordens Pro Merito Melitensi
- 1990: Großkreuz der Ehrenlegion
- 1990: Collane des Ordens der Weißen Rose[15]
- 1990: Collane des Päpstlichen Piusordens[16]
- 1991: Collane des Turm- und Schwertordens
- 1991: Sonderstufe des Großkreuzes des Verdienstordens der Bundesrepublik Deutschland
- 1991: Großkreuz des Ordens vom Niederländischen Löwen
- 1992: Elefanten-Orden[17]
- 1992: Collane des Nil-Ordens
- 1993: Großkreuz des Verdienstordens der Republik Ungarn
- 1993: Großkreuz des Verdienstordens der Republik Polen
- 1993: Collane des Falkenordens
- 1994: Großkreuz des Ordens Polonia Restituta
- 1994: National Order of Merit[18]
- 1994: Knight Grand Cross des Order of the Bath[19]
- 1995: Prinz-von-Asturien-Preis in der Kategorie Internationale Zusammenarbeit
- 1996: Collane des portugiesischen Ordens der Freiheit
- 1996: Großkreuz des Ordens der Eichenkrone
- 1996: Knight Grand Cross des Order of St. Michael and St. George[19]
- 1998: Simón-Bolívar-Preis der UNESCO
- 2000: Nord-Süd-Preis des Europarates
- 2003: Großkreuz des Ordens vom Aztekischen Adler

Zwischen 1977 und 1998 wurde Mário Soares von weltweit 36 Universitäten die Ehrendoktorwürde verliehen.

## Nachweise
1. ↑  Portugal's former President Mario Soares dies at 92
2. ↑  Mário Soares and Europe - Timeline. Abgerufen am 8. September 2024.
3. ↑  Introduction - Portugal and the European integration process - CVCE Website. Abgerufen am 8. September 2024.
4. ↑  Mário Soares: a Patron of the College of Europe. Abgerufen am 8. September 2024.
5. ↑  São José Almeida in Publico: Tenente Pires, 10. Februar 2008, abgerufen am 16. September 2024.
6. ↑  Wahlergebnis des ersten Wahlgangs am 26. Januar 1986 (Memento vom 17. Dezember 2015 im Internet Archive) (Nationale Wahlkommission Comissão Nacional de Eleições)
7. ↑  Wahlergebnis des zweiten Wahlgangs am 16. Februar 1986 (Memento vom 17. Dezember 2015 im Internet Archive) (Nationale Wahlkommission Comissão Nacional de Eleições)
8. ↑  Wahlergebnis vom 22. Januar 2006 (Memento vom 17. Dezember 2015 im Internet Archive) (Nationale Wahlkommission Comissão Nacional de Eleições)
9. ↑  Soares im Organigramm der FES. (abgerufen am 2. Juli 2011)
10. ↑  Morreu Mário Soares. Adeus a um português maior. In: Público. 7. Januar 2017, abgerufen am 7. Januar 2017 (portugiesisch).
11. 1 2  Natália Faria, Bárbara Wong, Leonete Botelho: Governo decreta três dias de luto nacional. In: Público. 7. Januar 2017, abgerufen am 7. Januar 2017 (portugiesisch).
12. ↑  knerger.de: Das Grab von Mário Soares
13. ↑  Jean Schoos: Die Orden und Ehrenzeichen des Großherzogtums Luxemburg und des ehemaligen Herzogtums Nassau in Vergangenheit und Gegenwart. Verlag der Sankt-Paulus Druckerei AG. Luxemburg 1990, ISBN 2-87963-048-7. S. 345.
14. ↑  Le onorificenze della Repubblica Italiana. Abgerufen am 11. November 2019.
15. ↑  Suomen Valkoisen Ruusun ritarikunnan suurristin ketjuineen ulkomaalaiset saajat. Abgerufen am 11. November 2019.
16. ↑  AAS 82 (1990), n. 12, S. 1463.
17. ↑  Ordensdetaljer. Archiviert vom Original (nicht mehr online verfügbar) am 7. Dezember 2013; abgerufen am 11. November 2019.
18. ↑  THE NATIONAL ORDER OF MERIT. 4. März 2016, archiviert vom Original (nicht mehr online verfügbar) am 4. März 2016; abgerufen am 11. November 2019.
19. 1 2  Honorary Knighst and Dames. Ehemals im Original (nicht mehr online verfügbar); abgerufen am 11. November 2019. (Seite nicht mehr abrufbar. Suche in Webarchiven)
20. ↑  Aufzählung sämtlicher nationaler und internationaler Ehrungen auf der offiziellen Internetpräsenz von Mário Soares (port.) abgerufen am 28. November 2011

| Vorgänger                                                  | Amt                                              | Nachfolger                                 |
| ---------------------------------------------------------- | ------------------------------------------------ | ------------------------------------------ |
| José Baptista Pinheiro de Azevedo Francisco Pinto Balsemão | Premierminister von Portugal 1976–1978 1983–1985 | Alfredo Nobre da Costa Aníbal Cavaco Silva |
| António Ramalho Eanes                                      | Präsident von Portugal 1986–1996                 | Jorge Sampaio                              |

| Personendaten    | Personendaten                                          |
| ---------------- | ------------------------------------------------------ |
| NAME             | Soares, Mário                                          |
| ALTERNATIVNAMEN  | Soares, Mário Alberto Nobre Lopes (vollständiger Name) |
| KURZBESCHREIBUNG | portugiesischer Politiker, MdEP                        |
| GEBURTSDATUM     | 7. Dezember 1924                                       |
| GEBURTSORT       | Lissabon                                               |
| STERBEDATUM      | 7. Januar 2017                                         |
| STERBEORT        | Lissabon                                               |